# Справедливый делёж реки
Справедливый делёж реки — это вид справедливого дележа, при котором река делится между государствами, на территории которых она протекает. Необходимость дележа обусловлена потребностью использования водных ресурсов одной реки сразу несколькими странами. Справедливый делёж реки подразумевает переговоры между сторонами с целью разработки взаимовыгодных условий пользования водными ресурсами.
Кроме дележа речной воды, являющейся экономическим благом, может потребоваться разделение затрат, связанных с очисткой реки и поддержанием её в должном состоянии.

## Делёж рек на практике
В мире 148 рек протекают через две страны, 30 через три, 9 через четыре, 13 через пять. Например:
- Река Иордан, которая берёт начало в Ливане и Сирии и протекает через Израиль и Иорданию. Попытки Сирии отклонить течение Иордана, начиная с 1965 года считаются одной из причин Шестидневной войны. Позднее, в 1994 году, Израильско-иорданский мирный договор определил разделение воды между Израилем и Иорданией, по которому Иордания получает 50.000.000м3 воды в год[3].
- Нил, берущий начало в Эфиопии, протекает через Судан и Египет. Существует долгая история споров о соглашениях по Нилу 1929 и 1959 годов.
- Ганг, берущий начало в Индии и протекающий через Бангладеш. Ведутся споры относительно работы дамбы Фаракка[4].
- Между Мексикой и Соединёнными Штатами Америки велись споры относительно возможности опреснения на плотине Морелос[англ.].
- Меконг берёт начало в китайской провинции Юньнань и протекает через Мьянму, Лаос, Таиланд, Камбоджу и Вьетнам. В 1995 году Лаос, Таиланд, Камбоджа и Вьетнам образовали Комиссию по реке Меконг (MRC) с целью поощрения координации действий и развитию водных и других ресурсов реки Меконг. В 1996 году Китай и Мьянма стали «партнёрами по диалогу» комиссии MRC, и шесть стран работают теперь вместе в рамках кооперации.

## Права
В международном праве есть некоторые конфликтующие правовые взгляды на воды рек.
1. Теория абсолютного территориального суверенитета (АТС) утверждает, что страна на своей территории имеет абсолютное право собственности на бассейн любой реки. Так что любая страна может потреблять некоторое количество или всю воду, которая попадает на её территорию, если даже странам ниже по течению ничего не останется.
2. Теория неограниченной территориальной целостности (НТЦ) утверждает, что страны разделяют права собственности на воду со всеми странами ниже по течению. Таким образом, страна не может использовать всю воду, попадающую на её территорию, поскольку это нарушает права стран ниже по течению.
3. Теория территориальной целостности всего бассейна (ТЦВБ) утверждает, что страны разделяют права собственности на всю воду реки. Таким образом, страна получает равные права на воду реки вне зависимости от географического положения.

## Эффективное распределение воды
Килгур и Динар первыми предложили теоретическую модель дележа воды.

### Модель
- Пронумеруем страны {\displaystyle 1,\ldots ,n} согласно их положению, так что страна № 1 будет ближе остальных к истоку, страна № 2 следующая по течению и так далее.
- Обозначим поступление воды по течению реки — перед каждым местом {\displaystyle i} в реку вливается {\displaystyle Q_{i}\geqslant 0} количество воды. Так что страна № 1 получает {\displaystyle Q_{1}} воды, страна № 2 получает {\displaystyle Q_{2}} плюс вода, не использованная страной № 1, и так далее.
- Каждая страна {\displaystyle i} имеет функцию полезности {\displaystyle b_{i}}, которая описывает пользу, получаемую страной от использования воды. Эта функция возрастает, но строго вогнута, поскольку страны имеют убывающую доходность. Мы можем определить для каждой страны её функцию предельной выгоды {\displaystyle p_{i}(q_{i}):=b_{i}'(q_{i})}. Такая функция описывает цену, которую страна собирается платить за дополнительную единицу воды при данном уровне потребления. Эта цена положительна, но строго убывает.
- Между странами могут пересылаться деньги. Страны имеют квазилинейную полезность, так что страна, которая потребляет {\displaystyle x_{i}} воды и получает {\displaystyle t_{i}} денег, имеет полезность {\displaystyle b_{i}(q_{i})+t_{i}}.
- План потребления — это вектор распределения {\displaystyle (q_{1},\ldots ,q_{n})} и платежей {\displaystyle (t_{1},\ldots ,t_{n})}. Важным аспектом дележа реки является факт, что вода течёт только в одну сторону. Поэтому полное потребление на месте {\displaystyle k} не должно быть больше количества воды, поступающего в реке к этому месту:

{\displaystyle \forall k:\sum _{i=1}^{k}q_{i}\leqslant \sum _{i=1}^{k}Q_{i}}.
Кроме того, сумма внешних платежей должна быть не больше нуля, так что делящий не обязан субсидировать делёж.

### Ситуация без кооперации
Без кооперации каждая страна пытается преувеличить свою индивидуальную полезность. Так что если страна окажется алчным агентом (её функция выгоды всегда возрастает), она будет забирать всю воду, поступающую в её регион. Это может оказаться неэффективным. Например, предположим, что есть две страны со следующими функциями полезности:
{\displaystyle b_{1}(q)=b_{2}(q)={\sqrt {q}}}.
Поступление воды равно {\displaystyle Q_{1}=2,Q_{2}=0}. Без кооперации страна 1 будет забирать 2 единицы, а страна 2 получит 0 единиц: {\displaystyle q_{1}=2,q_{2}=0}. Тогда выгода будет равна {\displaystyle u_{1}=b_{1}={\sqrt {2}},u_{2}=b_{2}=0}. Это распределение не эффективно по Парето — можно распределить по одной единице воды каждой стране {\displaystyle q_{1}=q_{2}=1} и перевести, например, {\displaystyle 0,5} единиц денег из страны 2 в страну 1. Тогда выгода будет {\displaystyle u_{1}=1,5;u_{2}=0,5}, что лучше для обеих стран.

### Эффективное распределение
Поскольку предпочтения квазилинейны, распределение эффективно по Парето тогда и только тогда, когда оно максимизирует сумму всех выгод агентов и не тратит деньги. При предположении, что функции выгоды строго вогнуты, существует единственное оптимальное распределение. Интуитивно оптимальное распределение должно сравнять максимальные прибыли всех стран (как в примере выше). Однако это может оказаться невозможным ввиду структуры реки — страны выше по течению не имеют доступа к воде ниже по течению. Например, в примере двух стран выше, если входной поток равен {\displaystyle Q_{1}=0,5;Q_{2}=1,5}, то невозможно сравнять максимальные прибыли, и оптимальным решением является оставить каждой стране потребление её собственной воды: {\displaystyle q_{1}=0,5;q_{2}=1,5}.
Таким образом, в оптимальном распределении максимальные прибыли слабо растут. Страны разбиваются на последовательные группы от истока вниз по течению. В каждой группе максимальные прибыли те же самые, а между группами максимальная прибыль убывает.
Возможность вычисления оптимального распределения позволяет разработать более высокую гибкость при соглашениях о распределении воды. Вместо соглашений о фиксированном количестве воды можно отрегулировать количество согласно актуальному количеству воды, которая протекает через реку каждый год. Полезности таких гибких соглашений были продемонстрированы путём моделирования, основанного на исторических данных потока Ганга. Социальное благосостояние при использовании гибких соглашений всегда выше, чем в случае использования оптимального соглашения о фиксированных квотах, и особенно возрастает во время засухи, когда поток реки слабее среднего.

## Постоянные переводы денег
Вычисление эффективного распределения воды является только первым шагом при решении задачи дележа реки. Вторым шагом является вычисление денежных переводов, что побуждает страны кооперироваться для эффективного распределения, чтобы определить, какой вектор денежных переводов следует выбрать. Амбек и Спрумонт изучали этот вопрос с помощью аксиом теории кооперативных игр.

### Кооперация в случае ненасыщенности стран
Согласно АТС доктрине, каждая страна имеет полные права на воду рек своего региона. Поэтому денежные выплаты должны гарантировать каждой стране по меньшей мере уровень выгоды, которую она могла бы получить самостоятельно. Если страны не жадные (не потребляют всю поступающую им воду), этот уровень не меньше {\displaystyle b_{i}(Q_{i})}. Боле того, мы должны гарантировать каждой коалиции стран по меньшей мере уровень выгоды, который они могли бы получить при оптимальном распределении воды среди стран коалиции. Из этого вытекает нижняя граница выгоды коалиции, называемая основной нижней границей.
Согласно НТЦ доктрине, каждая страна имеет права на всю воду своего региона и выше по течению. Эти права несовместимы, поскольку их сумма больше полного количества воды. Однако эти права определяют верхнюю границу — максимальную выгоду, на которую страна может надеяться. Это выгода, которую страна могла бы получить одна, если бы не было стран вверх по течению: {\displaystyle b_{i}(\sum _{j=1}^{i}Q_{i})}. Более того, изоляционный уровень каждой коалиции стран является наивысшим уровнем полезности, которую каждая страна коалиции может получить при отсутствии других стран. Из этого следует верхняя граница полезности каждой коалиции, называемая изоляционной верхней границей.
Имеется максимум одно распределение благосостояния, которое удовлетворяет как основной нижней границе, так и изоляционной верхней границе — это нарастающее распределение вниз по течению. Благосостояние каждой страны {\displaystyle i} должно быть равно значению коалиции {\displaystyle \{1,\ldots ,i\}} минус значение коалиции {\displaystyle \{1,\ldots ,i-1\}}.
Если функции полезности всех стран не насыщены, нарастающее распределение вниз по течению удовлетворяет как основным нижним границам, так и изоляционным верхним границам. Следовательно, эту схему распределения можно рассматривать как разумный компромисс между доктринами АТС и НТЦ.

### Кооперация в случае насыщенности стран
Когда функции полезности насыщены, вступают в игру новые коалиционные соглашения. Их лучше всего показать на примере:
Предположим, что имеется три страны. Страны № 1 и № 3 находятся в коалиции. Страна № 1 хочет продавать воду стране № 3 с целью увеличения их группового благосостояния. Если страна № 2 ненасытна, то страна № 1 не может оставить воду стране № 3, поскольку всю её заберёт по пути страна № 2. Таким образом, страна № 1 должна забрать всю воду. Для контраста, если страна № 2 не потребляет всю воду (и этот факт известен всем), может оказаться оправданным для страны № 1 оставить какую-то часть воды стране № 3, даже если часть её будет употреблена страной № 2. Это увеличивает благосостояние не только коалиции, но и благосостояние страны № 2. Таким образом, кооперация полезна не только для кооперирующихся стран, но и для стран, не входящих в коалицию.
Для стран, не потребляющих всю воду, каждая коалиция имеет две различные основные нижние границы:
- Некооперативная нижняя граница — значение, которое коалиция может гарантировать себе на основе собственных водных ресурсов, когда остальные страны не кооперируются.
- Кооперативная нижняя граница  — значение, которое коалиция может гарантировать себе на основе собственных водных ресурсов, когда остальные страны кооперируются.

Как проиллюстрировано выше, кооперативная нижняя граница выше, чем некооперативная нижняя граница.
Некооперативное ядро не пусто. Боле того, возрастающее распределение вниз по течению является единственным решением, которое удовлетворяет как некооперативной нижней границе, так и изоляционной верхней границе.
Однако кооперативное ядро может быть пустым — может оказаться, что нет распределения, которое удовлетворяет кооперативной нижней границе. Интуитивно понятно, что труднее достичь стабильного соглашения, поскольку страны посередине могут иметь «дармовые» соглашения со странами вверх и вниз по течению.

## Общее владение загрязнённой рекой
Река несёт не только воду, но и загрязнения, получаемые из сельского хозяйства, биологических и индустриальных отходов. Загрязнение реки является отрицательным внешним эффектом — если находящиеся ближе к истоку страны загрязняют реку, это создаёт дополнительные расходы по очистке для стран, находящихся ниже по течению. Этот внешний фактор может привести к загрязнению стран ниже по течению. Теоретически, по теореме Коуза, следует ожидать, что страны будут вести переговоры, чтобы достичь с загрязняющими странами соглашения о сокращении выбросов за подходящую денежную компенсацию. Однако, на практике, это не всегда происходит.

### Эмпирические наблюдения и изучение проблемы
Свидетельства от различных интернациональных рек показывают, что уровень загрязнения, зафиксированный станциями мониторинга качества воды непосредственно перед границей вверх по течению, более чем на 40 % выше среднего уровня по всем контролирующим станциям. Из этого может следовать, что страны не кооперируются для сокращения выбросов, а причиной этого может быть неясность в правах собственности.
См. статьи Грея и Шедбегиана, Сигмана, Липскомба и Мобара для других эмпирических изучений.
Донг, Ни, Ван и Мейдан Сан обсуждали озеро Байяндянь, которое загрязняли три из 13 стран и городов. Чтобы очистить реку и её истоки, в регионе было построено 13 станций водоочистки. Авторы обсуждают различные теоретические модели распределения затрат на эти строения среди городов и стран, но упоминают, что в конце концов затраты не были распределены, а всё оплатило муниципальное правление города Баодин, поскольку загрязняющие субъекты не имели стимул оплачивать такие расходы.
Хофайко-Токич и Клиот представили два исследования из Израиля, где муниципалитеты, страдающие от загрязнения воды, инициировали кооперацию по очистке воды с загрязнителями выше по течению. Полученные результаты показывают, что региональная кооперация может быть эффективным средством стимулирования улучшения очистки воды, и она может иметь некоторые преимущества: эффективное использование ограниченных ресурсов (финансовых и земельных), балансировку разногласий между муниципалитетами (размер, социоэкономические проблемы, сознательность и духовные качества локальных лидеров), сокращение побочных эффектов. Однако некоторые требующие разрешения проблемы были отмечены в обоих случаях.
Для задачи было предложено несколько теоретических моделей.

### Рыночная модель: каждый агент может свободно продавать лицензии на выбросы
Торговля эмиссионными квотами является рыночным подходом для достижения эффективного распределения вредных веществ. Это пригодно для любого вида выбросов, речного загрязнения в частности. В качестве примера Монтгомери изучал модель с {\displaystyle n} агентами, каждый из которых выбрасывает {\displaystyle e_{i}} единиц загрязнения, и {\displaystyle m} местами, каждое из которых страдает от загрязнения {\displaystyle q_{i}}, которое является линейной комбинацией выбросов. Связь между {\displaystyle e} и {\displaystyle q} задаёт матрица диффузии {\displaystyle H}, так что {\displaystyle q=H\cdot e}. В специальном случае линейной реки, представленном на примере выше, мы имеем {\displaystyle m=n}, а в качестве {\displaystyle H} выступает матрица с треугольником из единиц.
Эффективность достигается путём разрешения свободной продажи лицензий. Изучаются два вида лицензий:
- Лицензия на предельное содержание, в которой в явном виде даётся право на выбросы до определённого уровня.
- Лицензия на загрязнение для заданной точки мониторинга {\displaystyle i}, в которой разрешается выброс, не приводящий к превышению некоторого уровня загрязнения {\displaystyle q_{i}}. Загрязнитель, который влияет на качество воды в нескольких точках, должен иметь портфель лицензий для всех соответствующих контролирующих точек.

В обоих случаях свободная продажа лицензий может вести к эффективным результатам. Однако рынок лицензий на загрязнение применяется шире, чем рынок лицензий на предельное содержание.
Имеется несколько трудностей в рыночном подходе, таких как определение начального распределения лицензий, обеспечие конечного распределения лицензий. См. статью «Торговля эмиссионными квотами» для более детального изложения.

### Некооперативная игра с деньгами: каждый агент выбирает, каковы будут выбросы
Лаан и Моэ описывают ситуацию с загрязнением реки следующим образом.
- Каждая страна {\displaystyle i=1,\ldots ,n} может выбрать уровень выбросов {\displaystyle e_{i}} (например, путём выбора, какие нужны предприятия, какие иметь системы водоочистки и т. д.).
- Каждая страна {\displaystyle i} страдает от уровня загрязнения {\displaystyle q_{i}}, который зависит от своих действий и действий всех агентов выше по течению:

{\displaystyle q_{i}=\sum _{j=1}^{i}e_{i}}.
- Каждая страна {\displaystyle i} обладает функцией выгоды {\displaystyle b_{i}(e_{i})}, которая зависит от производимых выбросов. Предельная выгода предполагается положительной и строго убывающей.
- Каждая страна {\displaystyle i} обладает функцией цены, зависящей от загрязнения, {\displaystyle c_{i}(q_{i})}. Предельная цена предполагается положительной и строго возрастающей.
- Между странами могут проводиться платежи, и экономическая выгода страны {\displaystyle i} равна {\displaystyle b_{i}(e_{i})+c_{i}(q_{i})+t_{i}}.

При таких предположения существует единственный оптимальный вектор выбросов, в котором максимизируется социальное благо (сумма доходов минус сумма расходов).
Существует также единственный равновесный по Нэшу вектор выбросов, при котором выбросы каждой страны наиболее благоприятны для неё при заданных выбросах других стран. Общее количество выбросов {\displaystyle \sum _{i}e_{i}} в равновесном состоянии строго выше, чем в оптимальном варианте (согласно выводам Сигмана).
Например, предположим, что имеется две страны со следующими функциями выгоды:
{\displaystyle b_{i}(e_{i})={\sqrt {e_{i}}}},
{\displaystyle c_{i}(q_{i})={q_{i}}^{2}}.
Социально оптимальными уровнями будут {\displaystyle e_{1}=0,1621;e_{2}=0,2968}, а полезности равны {\displaystyle u_{1}=0,376;u_{2}=0,334}. Уровнями равновесия Нэша будут {\displaystyle e_{1}=0,3969;e_{2}=0,1847}, а благо (доходы минус расходы) равно {\displaystyle u_{1}=0,473;u_{2}=0,092}. В варианте равновесия находящаяся выше по течению страна № 1 является загрязнителем, что улучшает её благо, но это же вредит стране № 2 вниз по течению.
Основным вопросом является принуждение стран сократить выбросы до оптимального уровня. Было предложено несколько решений.

### Кооперативная игра с деньгами: каждый агент выбирает, к какой коалиции присоединиться для сокращения выбросов
Кооперативный подход имеет дело напрямую с уровнем загрязнения (а не с лицензиями). Целью является поиск финансов, которые делают выгодными для агентов кооперацию и реализацию эффективного уровня загрязнений.
Генгенбах, Вайкард и Ансинк фокусировались на стабильности добровольных коалиций стран, кооперирующихся для сокращения выбросов.
Ван-дер-Лаан и Моэ фокусировались на имущественных правах и распределении роста социального добра, полученного в результате перехода стран вдоль интернациональной реки от отсутствия кооперации к полной кооперации. Эффективных уровней загрязнения можно достигнуть посредством денежных выплат. Денежные выплаты зависят от прав собственности.
- Согласно АТС доктрине, каждая страна имеет право загрязнять сколько хочет на своей территории. Так что для предотвращения загрязнения стран ниже по течению они должны платить по меньшей мере столько, сколько требуется для сохранения их выгоды на их уровне равновесия. В примере выше АТС предполагает, что страну № 2 следует выплачивать стране № 1 по меньшей мере 0,473 — 0,376 = 0,097. Правило АТС говорит, что страна № 2 платит стране № 1 в точности это значение, так что выгода страны № 1 равна в точности её равновесию платежей. Это можно обобщить на три и более агентов с помощью нарастающего распределения вниз по течению[7], при котором выгода каждой группы агентов выше по течению s {\displaystyle 1,\ldots ,i} равна в точности равновесной отдаче, а вся выгода от кооперации между этими агентами и агентом {\displaystyle i+1} передаётся агенту {\displaystyle i+1}.
- Согласно НТЦ доктрине, каждая страна имеет право получать чистую воду и может предотвратить загрязнение всеми странами выше по течению. Так что за возможность делать выбросы страны выше по течению должны платить странам ниже по течению по меньшей мере столько, сколько требуется для сохранения выгоды для них как при чистой воде. В примере выше из требований НТЦ следует, что страна № 1 должна платить стране № 2 по меньшей мере 0,139, что равно полезности, когда e1=0. Правило НТЦ гласит, что страна № 1 платит стране № 2 в точности это значение, так что выгода страны № 2 в точности равна отступным за загрязнение реки. Это можно обобщить на три и более агентов с помощью «нарастающего распределения вверх по течению», при котором выгода каждой группы агентов вниз по течению {\displaystyle i,\ldots ,n} в точности равна оптимальной отдаче от чистой реки, а вся выгода от кооперации этих агентов и агента {\displaystyle i-1} передаётся агенту {\displaystyle i-1}.
- Согласно доктрине ТЦВБ, все страны имеют равные права на воды реки. Один из способов интерпретировать этот принцип — это распределить так, что полезность для каждой страны будет некоторого рода средним между АТС полезностью и НТЦ полезностью. Для любого вектора ответственности {\displaystyle \alpha :=(\alpha _{1},\ldots ,\alpha _{n})} можно определить ТЦВБ-{\displaystyle \alpha } правило, которое даёт каждой стране выгоду, составляющую {\displaystyle \alpha }-взвешенное среднее между НТЦ и АТС.

Эту модель можно обобщить для рек, которые имеют нелинейную топологию (то есть имеют разветвлённый вид).

### Моделидолевого участия[англ.]: цены очистки фиксированы, центральная власть решает, как их делить
1. Донг, Ни и Ван предположили, что каждый агент {\displaystyle i} имеет данную извне цену {\displaystyle c_{i}}, назначаемую для очистки реки для обеспечения экологических норм. Эта цена определяется выбросами самого агента и всех агентов выше по течению. Целью является определение для каждого агента i вектора платежей {\displaystyle x_{ij}}, такого, что {\displaystyle c_{j}=\sum _{i}x_{ij}}, то есть платежи всех агентов региона j покрывают затраты на его очистку.
Они предложили три правила для дележа общей стоимости выбросов (загрязнений) среди агентов:
- Из АТС-доктрины следует метод распределения ответственности на местном уровне, при котором каждый агент ответственен за цены на своей собственной территории, а потому требуется, чтобы каждый агент {\displaystyle i} платил свою собственную цену {\displaystyle c_{i}}.
- Из НТЦ-доктрины следует метод равного распределения вверх по течению, который признаёт, что цены на территории каждого агента зависят от него и всех агентов выше по течению, и это требует, чтобы {\displaystyle c_{i}} делился поровну среди агента i и всех агентов выше по течению от i.
- Из альтернативной интерпретации НТЦ-доктрины следует метод равного распределения вниз по течению, который признаёт, что агенты вниз по течению используют воды, текущие от истока. Боле того, согласно некоторым моделям разделения использования реки, они используют воды даже больше, чем агенты вверх по течению[7]. Поэтому им следует вкладывать в очистку воды, так что {\displaystyle c_{i}} следует делить поровну среди агента i и всех агентов вниз по течению от агента i.

Каждый из этих методов можно описать некоторыми аксиомами: аддитивность, эффективность (платы в точности покрывают расходы), нет слепых платежей (агент с нулевой ценой не должен ничего платить, поскольку он не загрязняет), независимость цен вверх/вниз по течению, симметрия вверх/вниз по течению и независимость затрат от ветвей. Последняя аксиома относится к нелинейным рекам (разветвлённым), в котором воды различных источников текут в общее озеро. Она означает, что платежи агента в двух различных ответвлениях не должны зависеть друг от друга.
В моделях выше уровни загрязнений не указываются. Следовательно, их методы не отражают различную ответственность каждого региона за загрязнение.
2. Алькальде-Унцу, Гомес-Руа и Молис предложили другое правило для деления цены, которое не принимает во внимание различия загрязнений. Идея заключается в том, что каждый агент должен платить за загрязнения, которые он осуществляет. Однако уровни выбросов неизвестны — известны только цены очистки {\displaystyle c_{i}}. Уровни выбросов могут быть вычислены из цен очистки с помощью коэффициента переноса t (числа из интервала [0,1]) следующим образом:
{\displaystyle V_{i}(t,c_{1},\ldots ,c_{n})={\begin{cases}{c_{i} \over 1-t}&i=1\\{c_{i} \over 1-t}-{c_{i-1} \over 1-t}t&i=2,\ldots ,n-1\\c_{i}-{c_{i-1} \over 1-t}t&i=n\end{cases}}}.
Однако обычно t точно не известен. Верхние и нижние оценки коэффициента переноса t можно получить из вектора цен очистки. Основываясь на этих границах, можно вычислить границы ответственности агентов вверх по течению. Их принципы распределения цен:
- Пределы ответственности — цена, уплачиваемая каждым агентом для очистки своего сегмента, находится в границах их ответственности.
- Нет ответственности ниже по течению — агент j, находящийся ниже по течению от агента i, не загрязняет регион i, а потому не должен участвовать в его очистке.
- Согласованность ответственности — часть цены для очистки сегмента, который платит агент, относительно части, которую платит другой агент, согласуется со всеми сегментами, располагающимися ниже по течению от обоих агентов.
- Монотонность относительно информации коэффициента переноса — если информация о коэффициенте переноса становится более точной, так что оценка действительного коэффициента переноса становится выше (ниже), величина потерь в любом сегменте, за которые отвечают агенты вверх по течению, должна быть слабо[20] выше (ниже).

Правило, описываемое этими принципами, называется правилом ответственности вверх по течению — оно оценивает ответственность каждого агента с помощью ожидаемого значения коэффициента переноса и определяет плату каждого агента согласно его оценке ответственности.
В дальнейших исследованиях авторы представили другое правило, названное правилом ожидаемой ответственности вверх по течению — оно оценивает ожидаемую ответственность каждого агента, выбирая коэффициент переноса как случайную величину, и определяет плату агента согласно ожидаемой ответственности. Эти два правила отличаются, поскольку ответственность нелинейно зависит от t. В частности, первое правило лучше для стран выше по течению (платят меньше), а второе правило лучше для стран ниже по течению.
Первое правило является стимулирующим: оно стимулирует страны уменьшить выбросы, поскольку это приведёт к уменьшению выплат. В отличие от этого, второе правило может вызвать порочный стимул: страны могут платить меньше, хотя загрязнять больше, что вызвано оценочным коэффициентом переноса.